# Papa Martino V
Martino V, nato Oddone (o Ottone) Colonna (Genazzano, 25 gennaio 1369 – Roma, 20 febbraio 1431), è stato il 206º papa della Chiesa cattolica dal 1417 fino alla sua morte. Durante il suo pontificato fu ricomposto lo Scisma d'Occidente.

## Biografia

### Formazione e carriera ecclesiastica
Figlio di Agapito Colonna, signore di Genazzano, e Caterina Conti, Oddone nacque a Genazzano, "capitale" dello Stato feudale paterno, in una data oscillante tra il 25 gennaio 1369 e il 25 gennaio 1370. Studiò all'Università di Perugia e, conclusi gli studi, divenne protonotario apostolico sotto papa Urbano VI. Nel 1380 fu nominato vescovo di Urbino, ma non fu consacrato fino alla sua elezione al soglio pontificio. Lasciò la sede urbinate nel 1409. Fu amministratore apostolico della sede suburbicaria di Palestrina dal 1401 al 1405.
Il 12 giugno 1405 fu nominato cardinale diacono di San Giorgio in Velabro da papa Innocenzo VII. Fu anche amministratore della sede suburbicaria di Palestrina dal 1401 al 1405 e per un breve periodo nel 1412.
Nell'estate del 1408 abbandonò Gregorio XII, dopo aver visto le mancate trattative tra il pontefice romano e quello avignonese. Avendo partecipato al Concilio di Pisa del 1409, Oddone Colonna venne scomunicato da parte di Gregorio XII. Ebbe sempre parte nell'attività conciliare durante l'elezione dei due antipapi Alessandro V e Giovanni XXIII. A quest'ultimo, particolarmente, fu sempre fedele, anche durante le prime travagliate sessioni del Concilio di Costanza, fino alla fuga dell'antipapa tra il 20 e il 21 marzo del 1415.

### Conclavi
Durante il periodo del suo cardinalato Ottone Colonna partecipò ai seguenti conclavi:
- Conclave del 1406, che elesse papa Gregorio XII
- Concilio di Pisa (1409), che elesse l'antipapa Alessandro V
- Concilio di Pisa (1410), che elesse l'antipapa Giovanni XXIII
- Conclave del 1417, che elesse papa lui stesso.

## L'elezione al Soglio
Ottone Colonna fu eletto al soglio pontificio all'unanimità in un conclave tenutosi durante il Concilio di Costanza. L'elezione durò tre giorni e si concluse l'11 novembre 1417 (festa di San Martino). Al conclave parteciparono ventitré cardinali e trenta delegati del concilio, che, dopo aver deposto Giovanni XXIII, avevano manifestato molte perplessità sulle rivendicazioni di Gregorio XII nel suo conflitto con l'antipapa Benedetto XIII. Benedetto fu deposto contro la sua volontà mentre Gregorio, riconosciuto ancora come unico e vero papa dai più (ma non da Oddone), fu convinto a un'onorevole abdicazione. L'elezione di Oddone (che scelse il nome pontificale Martino in quanto eletto il giorno del santo), che si considerava successore di Giovanni XXIII, mise fine allo Scisma d'Occidente. Secondo alcune tradizioni, pare che l'elezione di Martino V sia stata la prima elezione pontificia ad essere annunciata al mondo con il rito dell'Habemus Papam, rito che tutt'oggi si pratica.

## Il Pontificato (1417-1431)

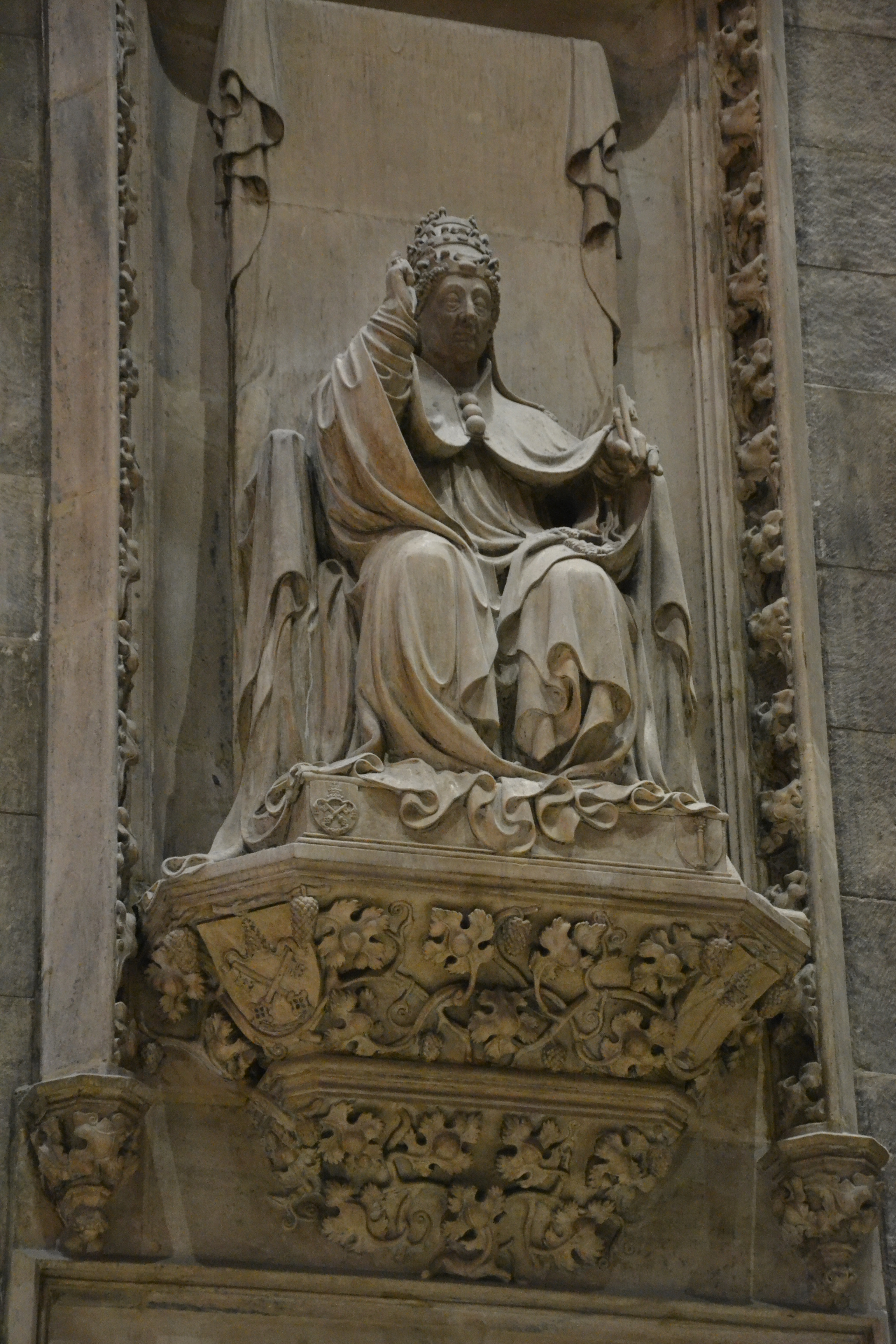
Duomo di Milano, Statua di Martino V, opera di Jacopino da Tradate

Martino V si prodigò nel restaurare la sovranità della Santa Sede all'interno dello Stato della Chiesa, promosse la ripresa dell'economia e favorì i primi umanisti e artisti della prima età rinascimentale.

### Il lungo viaggio verso Roma
Concluso il 22 aprile del 1418 il Concilio di Costanza, ormai da lui presieduto, il nuovo pontefice promise ai Padri conciliari la convocazione, in base ai decreti Frequens ed Haec Sancta, di un nuovo Concilio volto a controllare l'avanzamento della riforma ecclesiale sollecitata a Basilea. Martino lasciò Costanza alla chiusura del concilio (maggio 1418) e intraprese un lungo viaggio attraverso l'Italia. Sostò a Villar Dora, Torino, Pavia, Milano (ove consacrò l'altare maggiore del Duomo), Brescia (alla corte di Pandolfo III Malatesta), Mantova (ospite di Gianfrancesco Gonzaga e del vescovo Giovanni degli Uberti sino al febbraio 1419), Ferrara, Ravenna, Forlì, Firenze che egli stesso elevò ad arcidiocesi il 10 maggio 1419. Qui si soffermò per quasi un anno e mezzo: i tempi non erano ancora maturi per entrare a Roma, a causa dello stato di anarchia in cui lo Stato Pontificio era entrato. Martino preparò accuratamente il suo rientro. Roma era presidiata dalle truppe del Regno di Napoli, il cui comandante pretese che il pontefice concordasse il suo ingresso con la regina Giovanna II. Martino V poté così rientrare a Roma il 30 settembre 1420, il primo papa romano dopo 135 anni.

### Bolla "Inter Cunctas" riguardo John Wyclif e Jan Hus
Martino V con la bolla pontificia Inter Cunctas, emessa il 22 febbraio 1418 a due anni dalla morte del pensatore ed eretico boemo Jan Hus, condannò le sue idee e il movimento dei seguaci denominati "Hussiti". La condanna riguardava anche l'eretico inglese John Wyclif, morto da trentuno anni, di cui erano ancora presenti seguaci, detti "Lollardi" (parola derivante da zizzania). Le tesi dei due pensatori furono già condannate nel decreto del contemporaneo concilio di Costanza (Haec sancta). La bolla destinata soprattutto agli inquisitori riguarda 40 domande da porre a chi è sotto inchiesta. Sono ben 45 le tesi contestate a Wyclif e 30 a Jan Hus. I loro seguaci vengono designati con i termini rispettivamente di "wyclifiti" e "hussiti". 

### Contrasto agli antipapi
L'antipapa Benedetto XIII morì nel 1423, isolato e dimenticato da tutti, nel castello di Peñíscola, nel Regno di Valencia. Sul letto di morte costrinse i pochi cardinali che gli erano rimasti fedeli a nominare un successore, successore che fu individuato nel canonico di Barcellona Gil Muñoz, che assunse il nome di Clemente VIII. Questi si rese conto, però, della farsa e nel 1429 si dimise volontariamente dalla sua carica. Grazie alla benevolenza di Martino, fu nominato da quest'ultimo vescovo delle Isole Baleari. Ultimo epigono della fazione avignonese fu Jean Carrier, che nel 1430 ricevette il nome di Benedetto XIV. Pallido e patetico successore di una linea ormai screditata nel panorama internazionale, la sua vicenda si concluse nell'oblio e nel discredito generale.

### Convocazione dei Concili di Siena (1423) e di Basilea (1431)
In accordo con il decreto di Costanza, confermato da lui stesso, che prevedeva che si dovesse tenere un concilio ogni cinque anni, nel 1423 Martino ne convocò uno che si riunì a Pavia e successivamente a Siena. La partecipazione fu però abbastanza scarsa, e la circostanza diede al Papa il pretesto per scioglierlo non appena si fecero sentire nuovamente, fin dalle prime sessioni, le idee conciliariste. Il concilio venne rinviato per sette anni e si riunì infine a Basilea, sotto la presidenza del cardinale Cesarini; poco dopo l'apertura Martino morì per un colpo apoplettico, il 20 febbraio 1431.

### Relazioni con la Chiesa di Costantinopoli
Sotto il pontificato di Martino furono intavolate le prime trattative per la riunificazione della Chiesa cattolica con quella ortodossa. Tra il 1422 e il 1430 ci furono una serie di ambascerie tra Costantinopoli e Roma, affidate a frati francescani e, per la traduzione dei documenti dal greco in latino, fu incaricato il dottissimo frate camaldolese fiorentino Ambrogio Traversari.

### Relazioni con i monarchi cristiani
Martino si dimostrò estremamente attivo dal punto di vista diplomatico, essendo intenzionato a far mostrare la rinomata potenza della Chiesa dopo decenni di travagli interiori: inviò, infatti, numerosi ambasciatori presso le corti di Francia e Inghilterra, nel tentativo di porre fine alla sanguinosa Guerra dei cent'anni. Cercò di riportare all'attenzione dei monarchi europei la necessità di una crociata contro gli hussiti di Boemia, ottenendo però scarsi risultati.

### Governo dello Stato Pontificio

#### La ricostruzione dello Stato

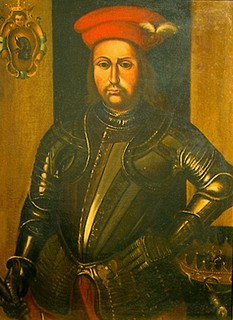
Anonimo, Ritratto del condottiero Andrea Fortebraccio "Braccio da Montone" (1368-1424), Perugia

Preoccupato per le condizioni misere in cui si ritrovavano gli Stati della Chiesa dopo più di trent'anni di Scisma, Martino V si buttò anima e corpo per la ricostruzione non solo di Roma (vedi), ma anche per una riorganizzazione burocratica e amministrativa dei suoi possedimenti. In quest'opera di consolidamento, però, il Papa decise di affidarsi solo ai membri della sua numerosa famiglia, in quanto non si fidava di nessun altro esponente dell'aristocrazia o dell'alto clero.
Anche nelle relazioni con gli Stati italiani il pontefice si affidò al prestigio della propria famiglia per raggiungere gli scopi ritenuti necessari per il bene della Chiesa e del pontificato. Nel quadro del rafforzamento delle relazioni diplomatiche con Giovanna II, regina di Napoli, al fidato fratello maggiore Giordano furono concessi il ducato di Amalfi e il ducato di Venosa; inoltre gli furono promessi il Principato di Salerno, numerose signorie (soprattutto lungo la valle del fiume Sacco) e cospicui possedimenti nel Regno. L'altro fratello Lorenzo Onofrio ricevette le contee di Albe e Celano. Ottenne ancora dalla regina di Napoli lo sgombero delle truppe napoletane da Roma ed eliminò con la guerra dell'Aquila nel 1424, grazie a Jacopo Caldora, il feroce condottiero Braccio da Montone, considerato il nemico più pericoloso per la stabilità degli Stati della Chiesa. Successivamente creò la Legazione di Perugia e dell'Umbria. Non indugiò ad usare la forza per riportare all'ordine la città di Bologna, che si era ribellata nel 1429.

#### I rapporti con gli ebrei
Martino migliorò i rapporti della Chiesa cattolica con gli ebrei. Nel 1418 si era tenuto a Forlì un concilio ebraico (divenuto poi celebre come il Congresso ebraico di Forlì), che aveva deciso di inviare a Martino V una delegazione con la richiesta di abolire la legislazione anti-giudaica voluta dall'antipapa Benedetto XIII (Etsi doctoribus gentium). Martino ne accolse le richieste. Inoltre, nel 1422 e nel 1429, condannò la predicazione violenta nei loro confronti, invitando i predicatori a moderazione e al rispetto nei loro confronti.

### Concistori per la creazione di nuovi cardinali
Papa Martino V durante il suo pontificato creò 17 cardinali nel corso di 4 distinti concistori.

## Arte e cultura sotto Martino

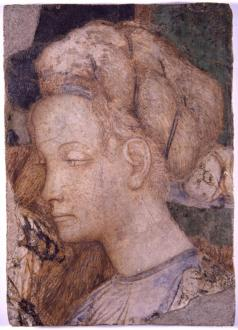
La testa di principessa attribuita al ciclo di San Giovanni in Laterano di Pisanello e Gentile, Museo di palazzo Venezia, Roma

Martino V fu il primo papa che poté occuparsi di un rilancio di Roma anche in termini monumentali e artistici. Nel 1423 venne indetto un giubileo per celebrare la rinascita cittadina. La data non fu scelta a caso: erano passati esattamente trentatré anni (gli anni di Cristo quando morì) dall'ultimo Giubileo indetto, quello di Bonifacio IX. A questo giubileo, il primo dopo la riunione della Cristianità latina, partecipò anche Bernardino da Siena, il celebre predicatore chiamato dal Papa per edificare gli animi dei pellegrini. Martino mirava a ridare quel lustro alla città che aveva anche una precisa finalità politica: recuperando lo splendore della Roma Imperiale egli si proclamava anche il suo continuatore e diretto erede. I primi cantieri a venire aperti riguardarono essenzialmente i due poli del Laterano (con gli affreschi – oggi perduti – nella basilica di San Giovanni dove tra il 1425 e il 1430 lavorarono Gentile da Fabriano e Pisanello) e del Vaticano, dove venne trasferita la residenza papale (pur trascorrendo gran parte della sua vita da Pontefice nel palazzo di famiglia ai Santi Apostoli che provvide a restaurare profondamente), iniziando la trasformazione della zona oltre il Tevere da area periferica a immenso cantiere.
Nel frattempo la città aveva iniziato ad essere un polo di attrazione per artisti desiderosi di studiare e confrontarsi con la tradizione classica delle sue rovine. La più antica notizia di un viaggio compiuto da artisti stranieri per cercare e studiare le forme e le tecniche dell'arte romana antica è quella del 1402, quando vi si recarono i fiorentini Brunelleschi e Donatello, che tornarono più volte per trovare ispirazione per quello che fu il Rinascimento nell'arte. Anche Pisanello e i suoi assistenti prendevano frequentemente ispirazioni dai resti antichi, ma il loro approccio era essenzialmente catalogante, interessato ad acquisire i più svariati modelli di repertorio da sfruttare poi in composizioni e accostamenti diversi, senza un interesse a comprendere l'essenza dell'arte antica. Il papa, che aveva soggiornato a Firenze, chiamò a partecipare al suo programma artisti fiorentini, quali Masaccio e Masolino, anche se l'apporto innovativo del primo venne stroncato dalla morte prematura. Nel 1443-1445 Leon Battista Alberti scrisse la Descriptio urbis Romae, dove proponeva un sistema per una sistemazione geometrica della città incentrata sul Campidoglio. In ogni caso non si può ancora parlare di una "scuola romana", poiché gli interventi degli artisti, quasi esclusivamente stranieri, erano ancora essenzialmente legati alle rispettive matrici culturali, senza elementi di contatto specifici o indirizzi comuni.
Dal punto di vista strettamente culturale Martino, benché non fosse un umanista, individuò nel nuovo movimento culturale uno strumento di prestigio, oltre che di ausilio nelle varie questioni governative dal momento che gli uomini forgiati da Coluccio Salutati, temprati dal vigore di una rigida morale cristiana e classicheggiante, si dimostravano ottimi funzionari. Pertanto Martino chiamò alla sua corte uno dei più eminenti letterati del suo tempo, Poggio Bracciolini, facendolo diventare cancelliere della Curia.

## Martino V nella storiografia
Martino fu stimato per la sua moderazione, cultura (nel 1425 fondò a Lovanio una delle più antiche università cattoliche tuttora esistenti), rettitudine e abilità nel trattare. Non riuscì però ad essere universalmente riconosciuto, come avrebbe potuto, un papa riformatore. Intenzionato a manifestare una tendenza assolutista e autocratica, Martino elevò ad un rango principesco la sua famiglia attraverso la pratica del nepotismo. Nonostante tutto, si dimostrò nel complesso un uomo di Stato capace e dotato di un profondo senso del realismo. Fu grazie al suo pragmatismo che Roma ritrovò ordine dopo le devastazioni dell'ultimo decennio compiute dal Regno di Napoli e, dal punto di vista religioso, riuscì a barcamenarsi tra le onde della teoria conciliarista.
Il Giubileo da lui indetto nel 1423 è tuttora vivace oggetto di indagine storiografica: le uniche fonti che ci sono giunte derivano da resoconti e cronache dei pellegrini, ma nell'Archivio della Biblioteca apostolica vaticana non si trovano documenti che ne attestino le celebrazioni religiose.

## Genealogia episcopale e successione apostolica
La genealogia episcopale è:
- Cardinale Jean Allarmet de Brogny
- Papa Martino V

La successione apostolica è:
- Vescovo Hartmann Munch (1418)
- Vescovo William Barrow (1418)
- Cardinale Angelotto Fosco (1418)
- Cardinale Louis Aleman (1418)
- Arcivescovo Pey Berland (1430)

## Ascendenza
|                                 |                |                      | Genitori           |  |  | Nonni |  |  | Bisnonni         |  |  | Trisnonni       |  |
|                                 |                |                      |                    |  |  |       |  |  | Giordano Colonna |  |  | Agapito Colonna |  |
|                                 |                |                      |                    |  |  |       |  |  | Giordano Colonna |  |  | Agapito Colonna |  |
|                                 |                | Mabilia Savelli      |                    |  |  |       |  |  | Giordano Colonna |  |  |                 |  |
| Pietro Colonna                  |                |                      |                    |  |  |       |  |  | Giordano Colonna |  |  |                 |  |
|                                 |                | Margherita Capocci   | Giacomo Capocci    |  |  |       |  |  |                  |  |  |                 |  |
|                                 |                | Margherita Capocci   | Giacomo Capocci    |  |  |       |  |  |                  |  |  |                 |  |
|                                 |                | Margherita Capocci   | ?                  |  |  |       |  |  |                  |  |  |                 |  |
| Agapito Colonna                 |                | Margherita Capocci   |                    |  |  |       |  |  |                  |  |  |                 |  |
|                                 |                | Nicolò Conti         | Giovanni Conti     |  |  |       |  |  |                  |  |  |                 |  |
|                                 |                | Nicolò Conti         | Giovanni Conti     |  |  |       |  |  |                  |  |  |                 |  |
|                                 |                | Nicolò Conti         | Saracena ?         |  |  |       |  |  |                  |  |  |                 |  |
| Letizia Conti                   |                | Nicolò Conti         |                    |  |  |       |  |  |                  |  |  |                 |  |
|                                 |                | ?                    | ?                  |  |  |       |  |  |                  |  |  |                 |  |
|                                 |                | ?                    | ?                  |  |  |       |  |  |                  |  |  |                 |  |
|                                 |                | ?                    | ?                  |  |  |       |  |  |                  |  |  |                 |  |
| Oddone Colonna (papa Martino V) |                | ?                    |                    |  |  |       |  |  |                  |  |  |                 |  |
|                                 | Adenolfo Conti | Giovanni Conti       |                    |  |  |       |  |  |                  |  |  |                 |  |
|                                 | Adenolfo Conti | Giovanni Conti       |                    |  |  |       |  |  |                  |  |  |                 |  |
|                                 | Adenolfo Conti | Filippa Conti        |                    |  |  |       |  |  |                  |  |  |                 |  |
| Giovanni Conti                  | Adenolfo Conti |                      |                    |  |  |       |  |  |                  |  |  |                 |  |
|                                 |                | ?                    | ?                  |  |  |       |  |  |                  |  |  |                 |  |
|                                 |                | ?                    | ?                  |  |  |       |  |  |                  |  |  |                 |  |
|                                 |                | ?                    | ?                  |  |  |       |  |  |                  |  |  |                 |  |
| Caterina Conti                  |                | ?                    |                    |  |  |       |  |  |                  |  |  |                 |  |
|                                 |                | Stefano Colonna      | Giovanni Colonna   |  |  |       |  |  |                  |  |  |                 |  |
|                                 |                | Stefano Colonna      | Giovanni Colonna   |  |  |       |  |  |                  |  |  |                 |  |
|                                 |                | Stefano Colonna      | ? dell'Anguillara  |  |  |       |  |  |                  |  |  |                 |  |
| Margherita Colonna              |                | Stefano Colonna      |                    |  |  |       |  |  |                  |  |  |                 |  |
|                                 |                | Calceranda di Insula | Giordano di Insula |  |  |       |  |  |                  |  |  |                 |  |
|                                 |                | Calceranda di Insula | Giordano di Insula |  |  |       |  |  |                  |  |  |                 |  |
|                                 |                | Calceranda di Insula | ?                  |  |  |       |  |  |                  |  |  |                 |  |
|                                 |                | Calceranda di Insula |                    |  |  |       |  |  |                  |  |  |                 |  |